# Gian Carlo Malchiodi
Gian Carlo Malchiodi (Milán, 1917-Milán, 22 de septiembre de 2015) fue un arquitecto, profesor de arquitectura y diseñador italiano, exponente del racionalismo milanés de posguerra.

## Biografía
Graduado en la Politécnica de Milán en Arquitectura en 1942, tras un breve periodo como profesor asistente fue desde 1943  profesor de la misma escuela en la que permaneció durante más de cuarenta años. Allí entabló una estrecha relación investigadora con Gualtiero Galmanini y colaboró Gio Ponti. Conceptualmente sus obras estuvieron influenciadas por Lucio Fontana y Gualtiero Galmanini.
Malchiodi abrió su estudio en Milán en via Anelli, 9, edificio de un elegante racionalismo construido según sus propios planos, y participó en las exposiciones trienales de Milán de 1954, 1957 y 1960.

## Obra
Sus obras más conocidas, todas ellas en Milán, incluyen dos edificios residenciales y comerciales en via Pantano 2-4, proyectados en colaboración con Ugo Zanchetta y construidos entre 1952 y 1955, cerrando uno de los lados de la piazza Velasca, y el edificio residencial y comercial de piazza Velasca, 8-10, construido en 1955 dentro del plan diseñado por el ayuntamiento de Milán de reconstrucción de la zona, devastada por los bombardeos de la Segunda Guerra Mundial; tres edificios para viviendas y oficinas en via Anelli 7, 9 y 13, obras características del racionalismo milanés de posguerra, construidos entre 1954 y 1957 en una zona residencial dentro del recinto amurallado del siglo XVI, y el Complejo Ina en via dell'Allodola, a las afueras de Milán, encargado por el Instituto Autónomo Case Popolari para proporcionar viviendas baratas a empleados del Crédito Italiano. Construido en 1959 junto con otros dos edificios en la cercana via della Capinera, se trata de un complejo residencial de líneas claras, con predominio de las horizontales, orientado al sur y rodeado de vegetación.